# 佐藤信近
佐藤 信近（さとう のぶちか）は、幕末の水戸藩重臣。通称は図書。いわゆる諸生党の中心的人物のひとり。

## 概略
徳川慶篤に家老として仕え、諸生党の領袖市川弘美（三左衛門）や従弟の朝比奈泰尚（弥太郎）らとともに戊午の密勅返還に反抗した尊王攘夷激派（長岡勢・天狗党）に対しての厳罰を建言している。元治元年（1864年）藤田小四郎ら天狗党激派が筑波山に挙兵すると（天狗党の乱）、市川・朝比奈らとともに江戸に出て激派を弾劾し、市川・朝比奈らとともに執政に就任する。直後、諸生党の筑波勢への過激な対応を鎮派の榊原新左衛門・鳥居瀬兵衛らから責められて朝比奈とともに一時免職となった。そのため佐藤とともに江戸の諸生党を率い、筑波勢討伐に出陣していた市川らと合流して水戸城に入り、再度家老となって藩内を掌握した。慶応2年（1866年）幕府より藩内動乱の責任者として市川・佐藤らとともに切腹を命じられたが、諸生党の抵抗によって朝比奈・佐藤・鈴木重棟（石見守）・大森信任（弥三左衛門）の家老辞職に留まった。
慶応4年（1868年）王政復古がなると、徳川慶篤に市川・鈴木・佐藤・朝比奈・大森への厳罰の勅命が下ったため、市川・朝比奈らとともに脱藩して奥羽越列藩同盟側として会津戦争に身を投じたが、その戦中の5月4日、病のため越後寺泊にて没した。44歳だった。墓は寺泊法福寺にある。
佐藤の死亡地や墓の所在についてな判然としなかったが、常陽芸文(2006年12月号)によれば、研究者が法福寺の過去帳に佐藤の俗名を見つけたことで、墓地の奥にあった墓の存在が判明した。その墓は仮埋葬されたところに、目印として数個の石が置かれただけの粗末なものであった。
郷土史家前田恒春の手記「諸生党の軌跡を追う」によれば、明治元年10月25日、水戸藩の役人梶又左衛門の代人榊原彦之進等が寺泊に現れ、朝敵である罪人の死骸を許可なく埋葬したとして住職や町役人の首を刎ねると詰め寄った。壇信徒をはじめ、町年寄らの嘆願によって打ち首は免れたが、翌26日の夜、榊原らは密かに図書の遺体を掘り返し、首を刎ねて持ち帰った。胴の方は元通りに埋め戻されていたので、寺ではこのことに全く気付かず、永い間知られなかったが、後年、寺泊町の町史編纂に際してこの資料が発見され、地元の新聞が報じて明らかになった。榊原らによって水戸に持ち去られた首は、市内柵町の高札場に三日間晒されたという。